# Historia de los judíos

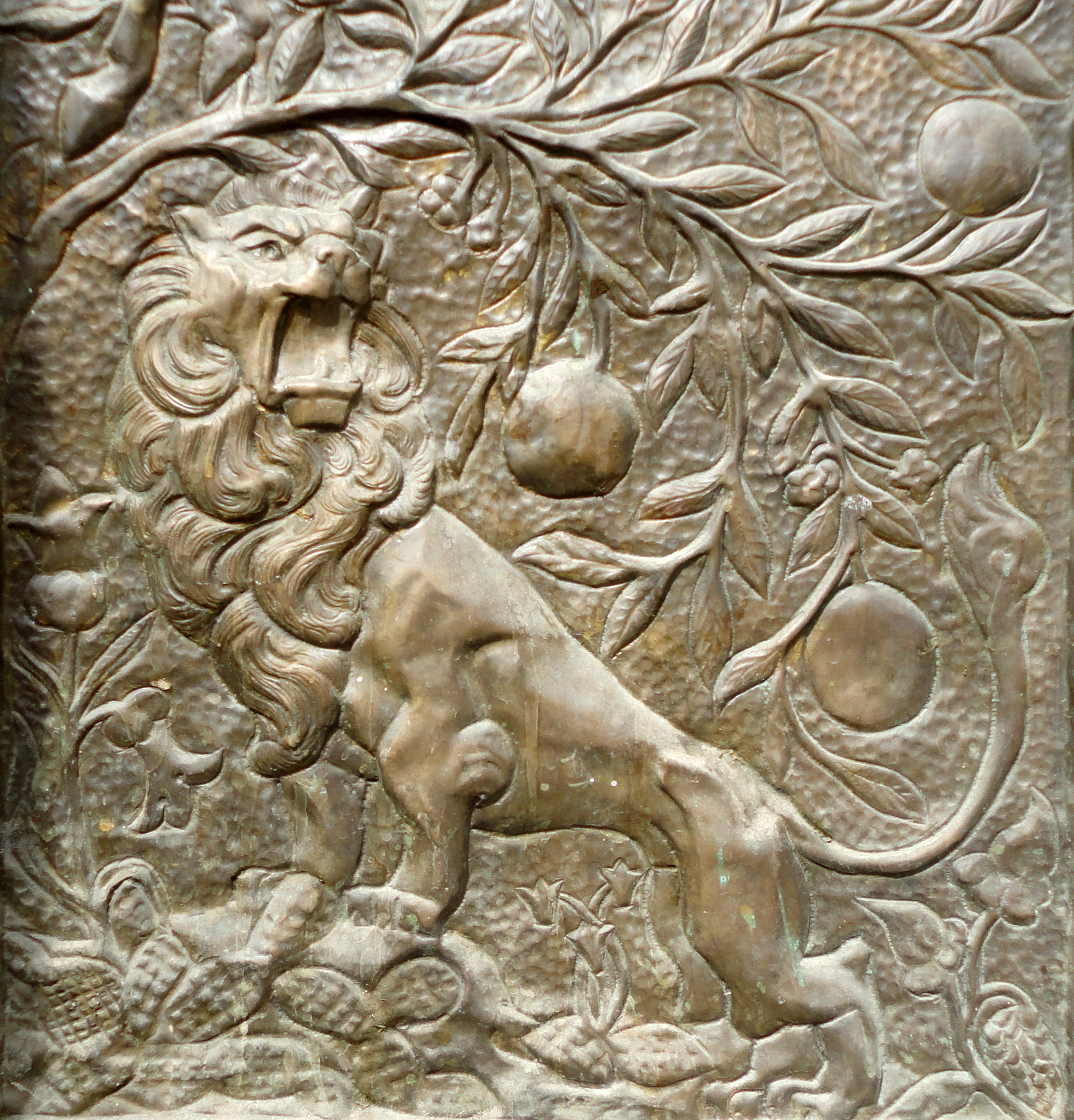
León de Judá. El león es el símbolo de Judá, de cuyo reino proviene el gentilicio "judío"—'procedente del reino de Judá'.

La historia de los judíos comprende la historia judía o conjunto de hechos históricos relevantes para el pueblo o nación que desciende de los patriarcas hebreos, especialmente de Jacob, quien en la Biblia es renombrado «Israel». La historia judía es la historia del pueblo judío, y no exclusivamente la historia del judaísmo en tanto que religión. Historia judía es entonces sinónimo de Toldot Am Israel (hebreo: תולדות עם ישראל—Historia del pueblo de Jacob/Israel), entendido ello en su sentido más amplio, es decir, abarcando tanto a hebreos, israelitas y judíos, como a judío-israelíes, así como también a su cultura como conjunto.
Por judíos se entiende no solamente al grupo que observa o profesa la religión judía, sino también a los integrantes del mencionado pueblo o nación, más allá de que sean religiosos o laicos, agnósticos o incluso ateos: ser judío no es solo un asunto de religión sino también de condición, y la condición judía es un resultado directo de las vicisitudes de su historia, raramente exentas de interacción con los demás pueblos.
Inmediatamente después de la destrucción del Segundo Templo de Jerusalén y la pérdida del espacio territorial judío como país independiente en 70 d.c ., tuvo lugar una gran dispersión de los judíos por el mundo, a la que se conoce como Diáspora. Durante casi 2000 años, la gran mayoría de los judíos residió en tierras de otros pueblos, donde de algún modo u otro logró preservar su religión e identidad colectiva (Am Israel). Acogidos por ser históricamente los primeros monoteístas tanto en tierras cristianas como musulmanas, los judíos se adaptaron a nuevos contextos, pero se encontraron generalmente ubicados en los márgenes de las sociedades no judías. Conocieron la tolerancia y el intercambio, pero también el antijudaísmo. A pesar de ello, a menudo gozaron de cierta autonomía como grupo minoritario, particularmente en el plano religioso-legal y su organización interna como comunidad judía (קהילה יהודית). Significativamente, ya en tierras cristianas o musulmanas, la vida de los judíos estuvo siempre estrechamente ligada a su propia religión e identidad colectiva. Con el advenimiento de las revoluciones dieciochescas, especialmente la Revolución Francesa en 1789, y el subsecuente surgimiento decimonónico de los nacionalismos europeos, la Emancipación de los judíos y el antisemitismo, la condición sociopolítica de los judíos —o judeidad— pasó a ser asunto debatido en Occidente y, si bien aún no existía un país judío independiente, la noción de los judíos en términos de pueblo poco a poco fue dando lugar a la idea de una nación, por ese entonces apátrida.

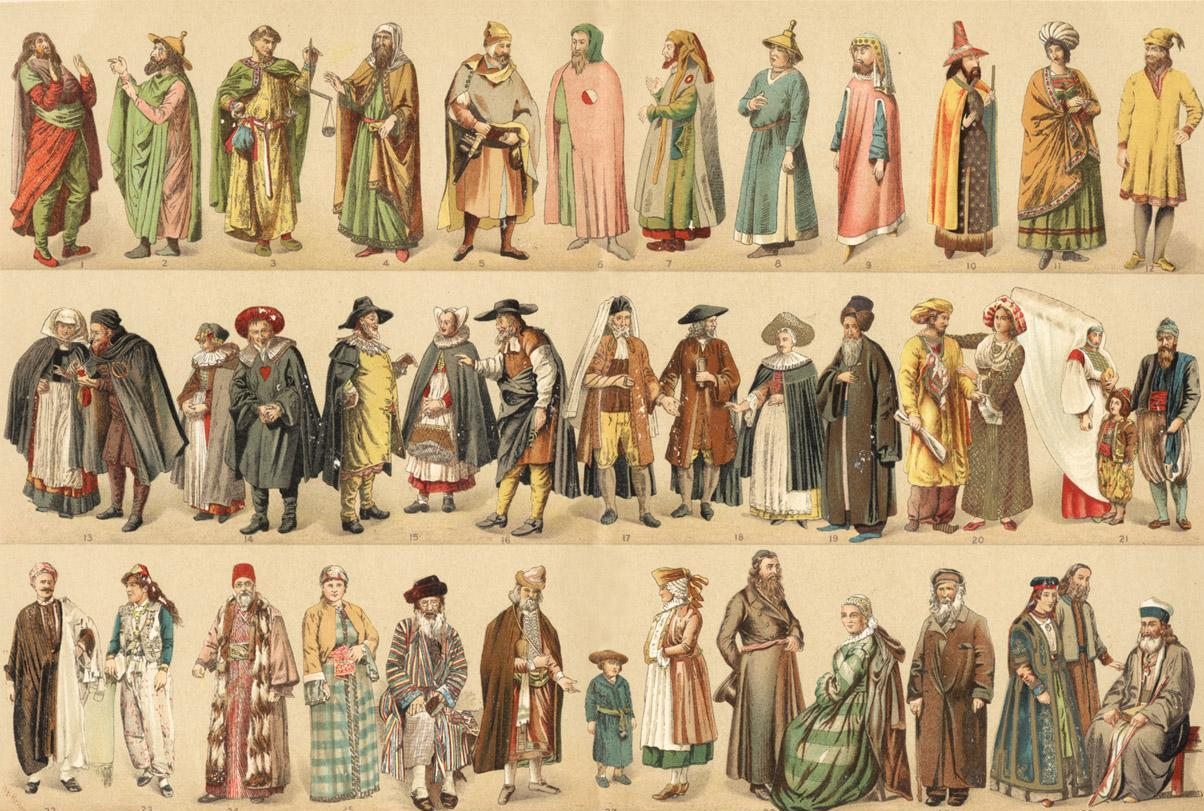
Atuendos de los judíos de Francia y Magreb, desde el medioevo hasta el.

La historia del pueblo judío comprende así una serie de sucesos que atañen a un pueblo en su gran mayoría disperso y por lo general minoritario en relación con los demás grupos humanos que de un modo u otro coexisten con él. Tal situación se verifica por lo menos desde el siglo I de nuestra era en adelante.
Mientras que la historia del pueblo hebreo abarca cuatro mil años, la historia del pueblo judío se halla directamente ligada al mismo y data de tres mil años, comprendiendo a su vez a centenares de diversas poblaciones en los cinco continentes. En el siglo XXI, fuera de las poblaciones de Estado de Israel, se trata por lo general de poblaciones minoritarias, culturalmente diversas y geográficamente distribuidas en metrópolis y áreas urbanas. 
Al igual que otras religiones, el judaísmo ha conocido distintas corrientes o cismas. Pero la particularidad del pueblo judío, y lo que le diferencia de otros, es su distribución en el mundo, acompañada de su unidad en torno a creencias y valores que transmitidos por la religión y la cultura judía. Los valores tradicionales emergen del texto sagrado para el judaísmo, la Torá.
En el Libro de Génesis, la Biblia remonta los inicios de la historia del pueblo hebreo a tres patriarcas: Abraham, Isaac y Jacob. Allí, Jacob es también conocido como Israel (ישראל). En los textos sagrados del judaísmo, Israel es un término que presenta dos significados. Uno de ellos es el de Am Israel (el pueblo de Israel); el otro concierne a la "Tierra Prometida" (הארץ המובטחת), territorio que (una vez que las doce Tribus de Israel se encuentran allí establecidas) pasa a ser denominado Eretz Israel (ארץ ישראל). Para el pueblo judío, la expresión hebrea Eretz Israel se refiere no solo a un utópico sector territorial en el Levante Mediterráneo sino —y en particular— a la "Tierra de Israel", entendiéndose por ello específicamente a la nación o país de los descendientes de Jacob: en hebreo, el nombre oficial del Estado de Israel no es otro que "Medinat Israel" (מְדִינַת יִשְׂרָאֵל), es decir, el "País de Israel".

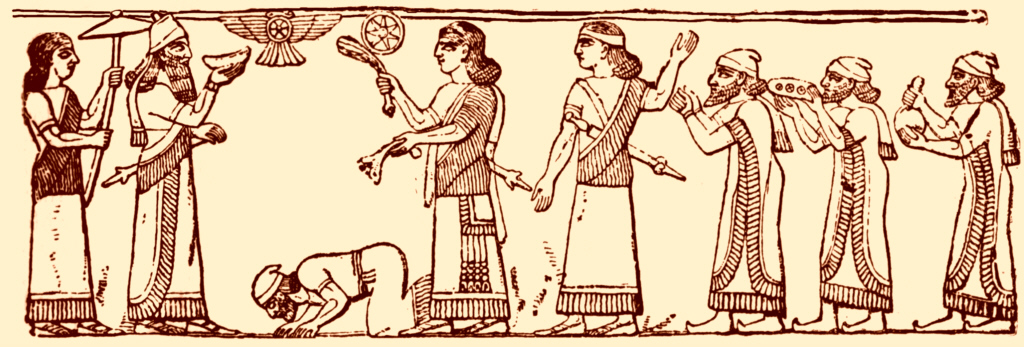
Delegación del Reino de Israel rindiendo tributo ante el rey asirio Salmanazar. Segundo registro del Obelisco Negro, escultura asiria, 841 a. C.

En lo que a registro histórico extra-bíblico se refiere, la Estela de Merenptah, datada hacia el 1208 antes de nuestra era, se menciona por primera vez a los israelitas; una fuente asiria, por otra parte, se refiere a la victoria de Salmanasar III sobre de la Casa de Omri (monarquía norteña o Reino de Israel, período de la División o de los dos reinos israelitas), en documento pétreo conocido como el Obelisco Negro y que data del año 841 a. C..
A partir de la Haskalá y la Emancipación del los hebreos en el siglo XIX, la historia del pueblo judío deja de ser solamente sinónimo de historia del judaísmo (religión), o de historia de los observantes de la religión mosaica, dado que precisamente a partir del siglo XIX parte considerable de los judíos cuestiona el tradicional punto de vista rabínico (basado en los infortunios de este pueblo como expresiones del castigo divino), pasando subsecuentemente a desarrollar una nueva conciencia nacional acerca de su propia condición sociopolítica: los judíos se perciben entonces no solo como miembros de una religión sino también como un pueblo o nación, es decir, el Pueblo de Israel. Como consecuencia de ello, el judaísmo pasa a partir de entonces a compartir todo lo referente a la condición del pueblo o nación judía con una nueva noción: judeidad (Hannah Arendt); esta última responde fundamentalmente al concepto de etnia y cultura (y no solo a un plano exclusivamente religioso). Es así que la historia del pueblo judío incluye gente religiosa pero también gente con diferentes grados de laicidad, mas no necesariamente atea o indiferente al futuro del pueblo judío (al que reconoce también como pueblo hebreo o pueblo israelita).

## Antigüedad

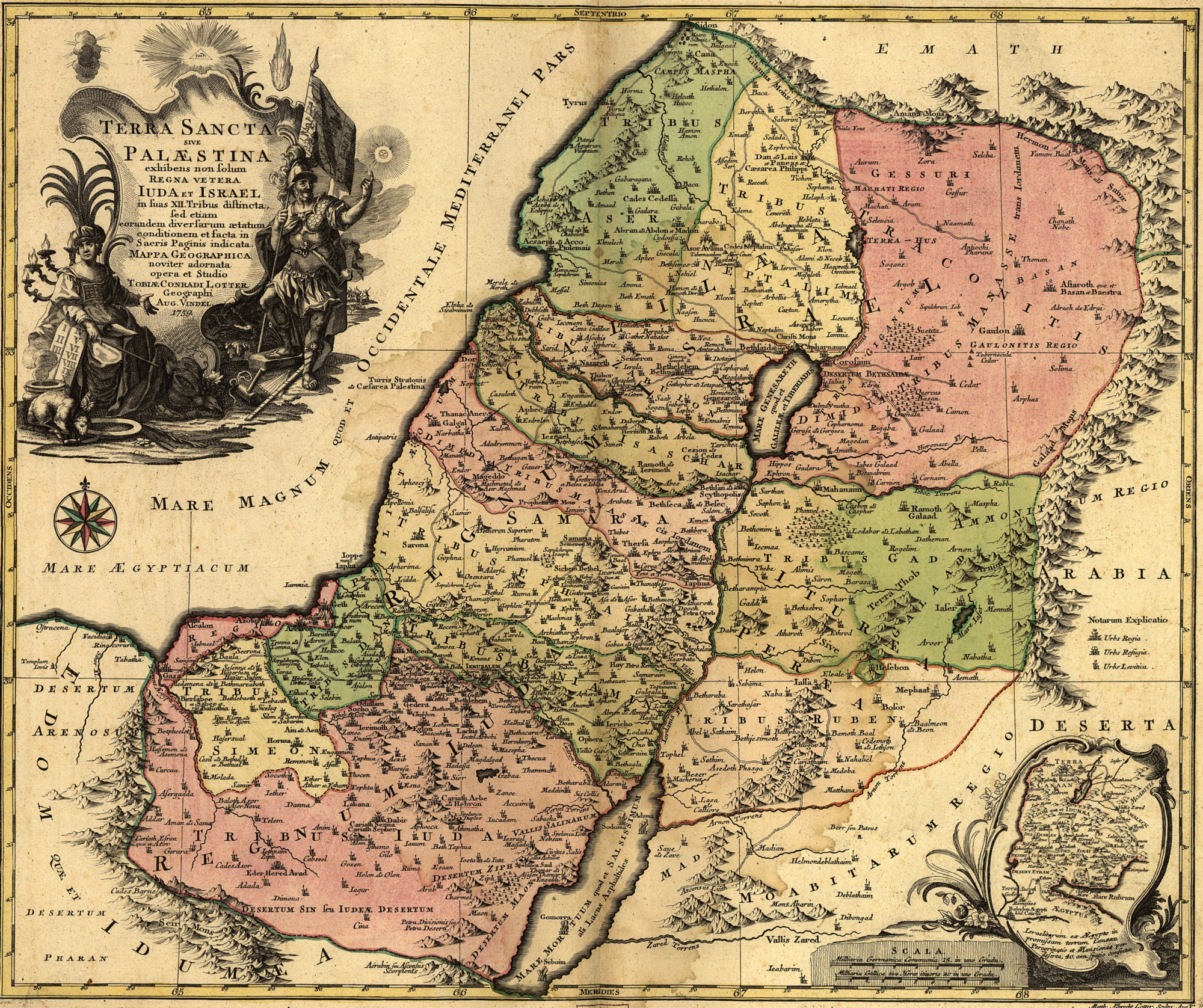
Distribución de las doce Tribus de Israel en la Tierra Prometida.

Reino de Israel (monarquía unida) en tiempos de Saúl y David, 1020-966 a. C. El territorio continuó unido hasta la muerte de Salomón en 928 a. C.

Monarquía dividida: Reino de Judá (sur) y Reino de Israel (norte). Mapa de los dos reinos hebreos hacia 830 a. C.

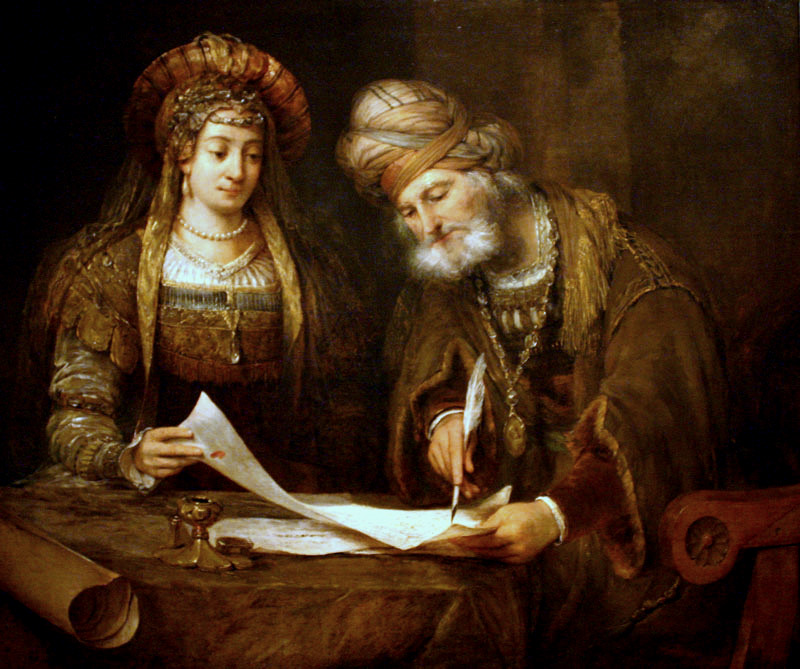
En Mesopotamia: Purim. Esther y Mordecai escriben las cartas a los judíos, siglo V a. C.

Los primeros períodos de la historia de los judíos coinciden con aquella del Creciente Fértil. Comienza con tribus que ocuparon el área comprendida entre los ríos Nilo en el oeste y el Tigris y Éufrates en el este. Rodeado por los imperios de Egipto y Babilonia y por el desierto de Arabia, y las montañas de Asia Menor, en la tierra de Canaán. Era un punto de unión y convergencia entre civilizaciones. La zona estaba atravesada por antiguas rutas comerciales, como la vía Maris, el camino de los Reyes y el camino de Horus, que unían el golfo Pérsico con la costa mediterránea y Egipto con Asiria, cosa que permitía la influencia de diversas culturas.
Los judíos de todo el mundo se consideran descendientes de los antiguos israelitas y de los hebreos, remontando su origen al patriarca Abraham. La tradición judía sostiene que el origen de los israelitas está en los doce hijos de Jacob que se trasladaron a Egipto, donde sus descendientes constituyeron en doce tribus. Ellas fueron esclavizadas durante el reinado de un faraón de Egipto. En la tradición judía, la liberación de los hijos de Israel de Egipto y los sucesos del Éxodo, cuando eran conducidos por Moisés hacia la tierra prometida, marcan de modo decisivo la formación del pueblo israelita.
Dado que la Biblia indica específicamente que los israelitas partieron de la ciudad llamada "Ramesés" y a hacia Sucot, ciudades que son datadas en el siglo XIII a. C., durante el período en que Ramsés II gobernaba Egipto, en el campo de la investigación se considera que el Éxodo aconteció en el año 1250 a. C.
La Biblia narra que después de cuarenta y un años de vagar por el desierto, los israelitas llegaron a Canaán y la conquistaron bajo el mando de Josué, quien repartió el territorio entre las doce Tribus de Israel. Durante un tiempo el pueblo fue regido por una serie de gobernantes llamados jueces. Ello dio luego lugar a la monarquía en un reino unificado. Saúl, de la tribu de Benjamín, fue el primer rey de Israel. Fue seguido por David, de la tribu de Judá, quien estableció el linaje del que saldrían numerosos reyes posteriores. Tras el reinado de Salomón, en 928 a. C., la nación se dividió en dos: por un lado, el Reino de Judea al sur (formado por las tribus de Judá y Benjamín), y, por el otro, el Reino de Israel al norte (formado por las diez tribus restantes). Unos doscientos años más tarde, Salmanasar V conquistó el norteño Reino de Israel y deportó a sus habitantes a Nínive, capital de la antigua Asiria (722 a. C.). De ellos luego se perdió constancia, por lo que se suele hacer referencia a las diez tribus perdidas.
Exilio en Babilonia y restauración de Judea
Después de algo más de un siglo, el Reino de Judá fue conquistado y el Templo de Jerusalén destruido por los babilonios en 586 a. C.. La élite fue deportada a Mesopotamia, dando lugar a lo que se conoce como el Cautiverio en Babilonia, pero en 538 a. C., el rey persa Ciro el Grande, que entonces ya dominaba Babilonia, dio a través de un edicto su consentimiento para el regreso de los judíos a su tierra nativa y parte importante de la población judía en Babilonia regresó entonces a su patria conducida por los profetas Esdras y Nehemías.
Bajo el dominio persa, Judea fue restaurada en 537 y el Templo de Jerusalén reconstruido entre 520-515 a. C. Judea constituyó un estado semindependiente hasta 332 a. C.

### Época grecorromana y talmúdica
En este período hubo nuevas divisiones entre los israelitas y emergieron tres partidos político-religiosos principales: los saduceos los fariseos y los esenios.

### Dominación griega
En 334 a. C., Alejandro comenzó su conquista del Imperio Persa y llegó a dominar Judea en 332 a. C. A su fallecimiento, tras la división del imperio entre sus generales, se impuso el Imperio Seléucida en una zona que abarcaba desde el Mediterráneo hasta la frontera con la India. Herederos de la cultura helenística que procuraron difundir, los reyes seléucidas gobernaron tal como sus antecesores asirios, babilónicos y persas, haciéndose adorar como a dioses. Frecuentemente estuvieron en guerra con la dinastía Ptolemaica de Egipto.
Antíoco IV Epífanes inició una de las primeras persecuciones religiosas conocidas, fenómeno casi desconocido hasta entonces. A su vuelta de Egipto, organizó una expedición contra Jerusalén, destruyéndola y matando a muchos de sus habitantes. El deterioro de las relaciones con los judíos religiosos condujo a Antíoco a dictar decretos prohibiendo determinados ritos y tradiciones religiosas, por lo que los judíos ortodoxos se rebelaron bajo la dirección de los Macabeos.

#### Judaísmo helenístico
A partir del siglo II a. C. todos los escritores (Filón, Séneca, Estrabón) mencionan poblaciones judías en muchas ciudades de la cuenca del Mediterráneo.
La corriente del judaísmo influenciada por la filosofía helenística se desarrolló notablemente a partir del siglo III a. C. entre las comunidades judías de Alejandría, culminando en la compilación de la Septuaginta. Un representante de la simbiosis entre la teología judía y el pensamiento helenístico es Filón de Alejandría.

### Reino de Judea bajo los Asmoneos

Reino Asmoneo en su apogeo, 76-67 a. C.

Más preocupados que sus antecesores por el poderío militar, los asmoneos restablecieron el reino de Judea desde el año 134 a. C. hasta su transformación en Provincia Romana en el año 6 d. C. Con los asmoneos, las fronteras del reino de Judea llegaron a tener las dimensiones de los tiempos de David y Salomón, ya que anexionaron Samaria, Galilea e Idumea, y forzaron a los idumeos a convertirse al judaísmo.
La dinastía comenzó a desintegrarse como resultado de la guerra civil entre Hircano II y Aristóbulo II, hijos de Salomé Alejandra: la última de los asmoneos y la única mujer que gobernó en Israel. Las peticiones de ayuda a la República Romana trajeron como consecuencia la conquista del reino por Cneo Pompeyo Magno.

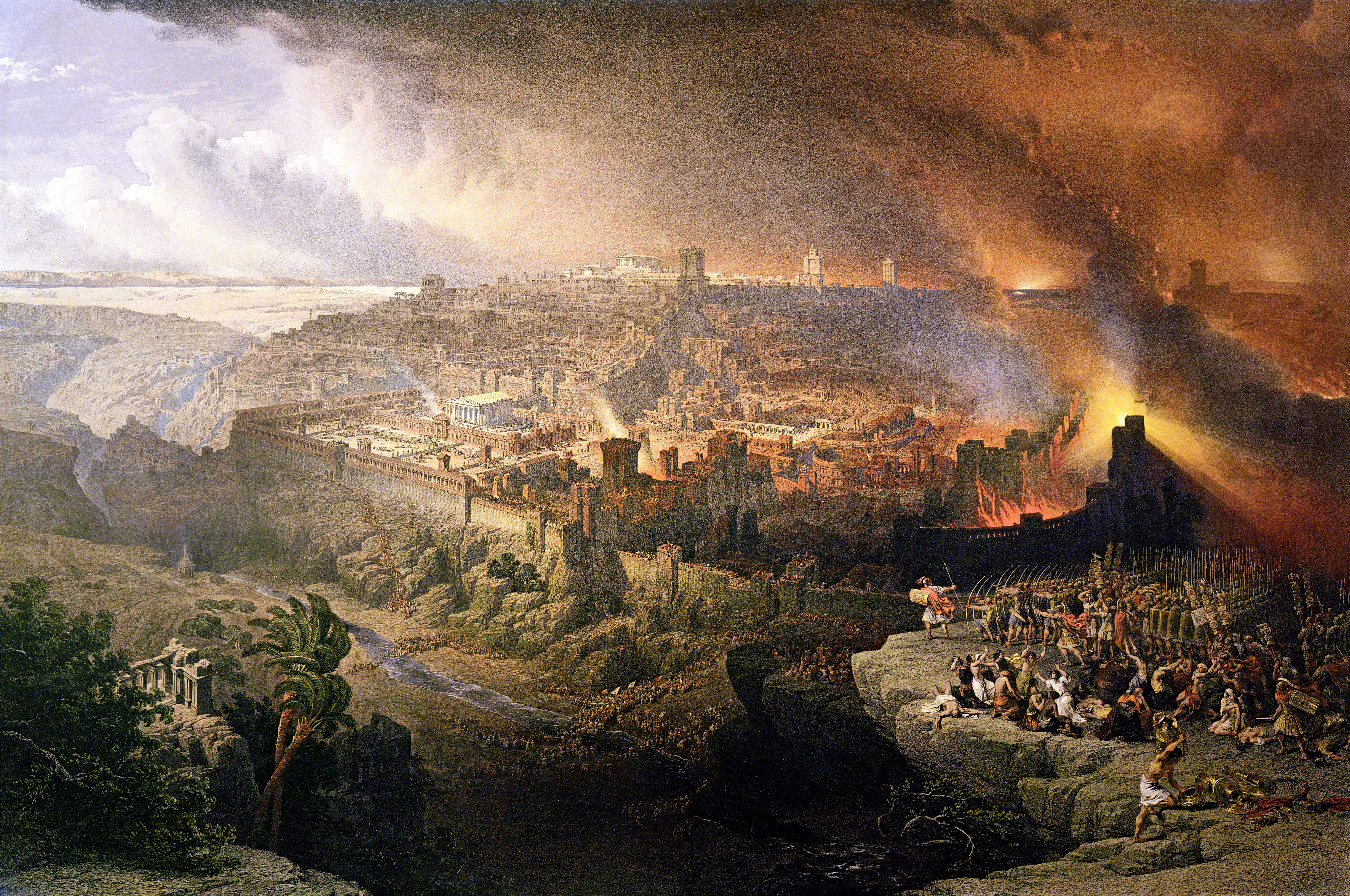
Sitio y destrucción de Jerusalén por los romanos, 70 d. C.

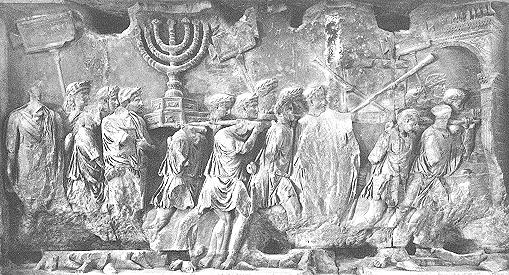
Expolios de Jerusalén, relieve romano, Arco de Tito, Roma.

Principales sinagogas diásporicas, siglos I-II.

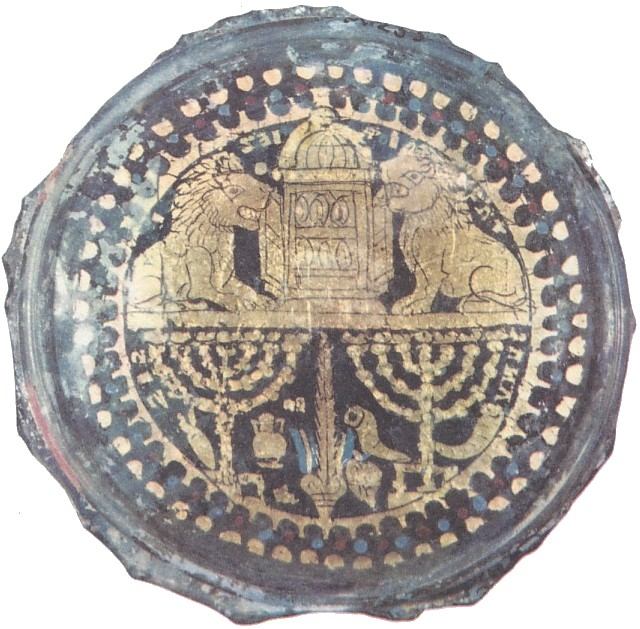
Vidrio judeorromano con representación simbólica del Templo de Jerusalén,

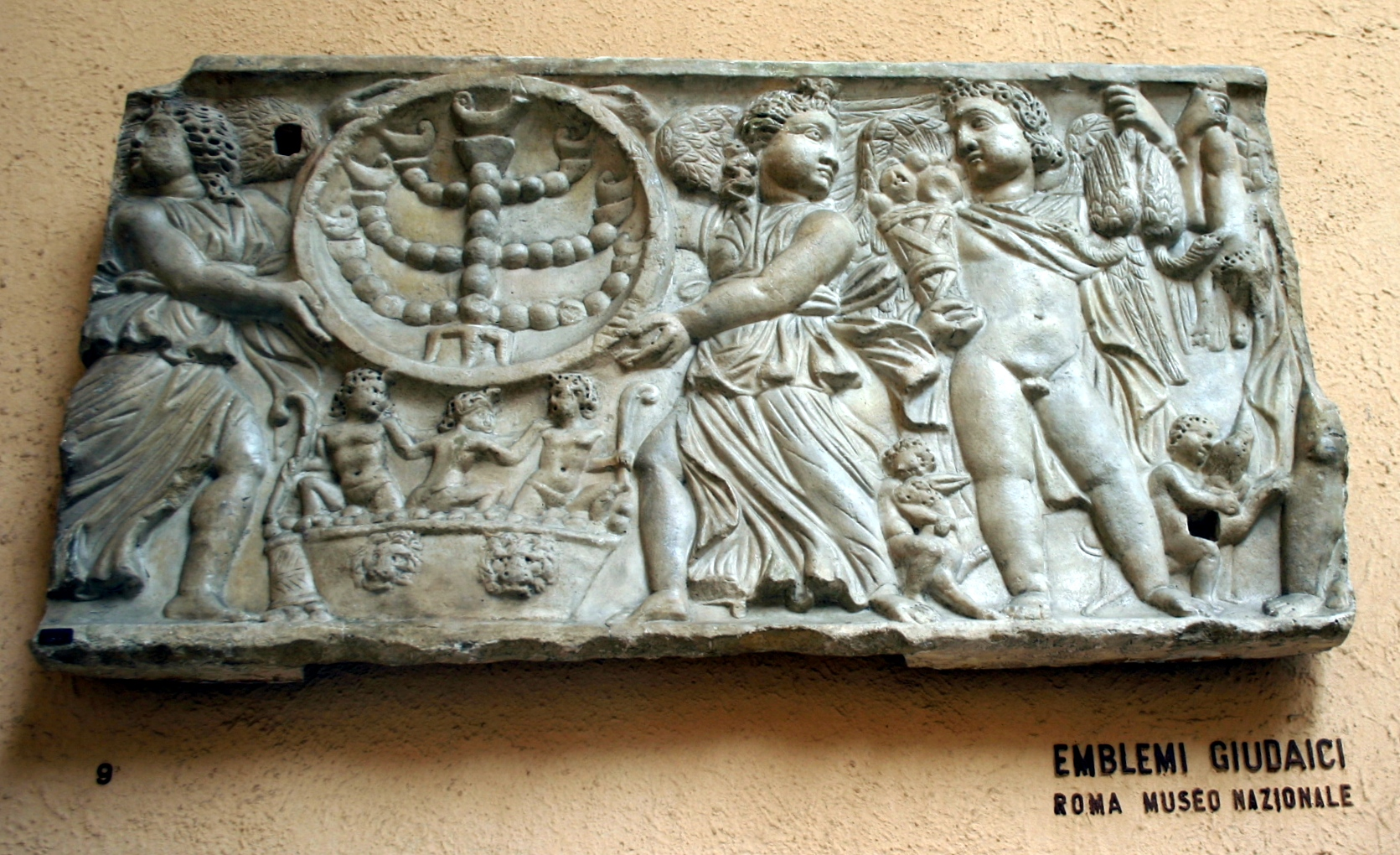
Relieve judeorromano con menorá portada por querubines clásicos tardíos, siglos II-III.

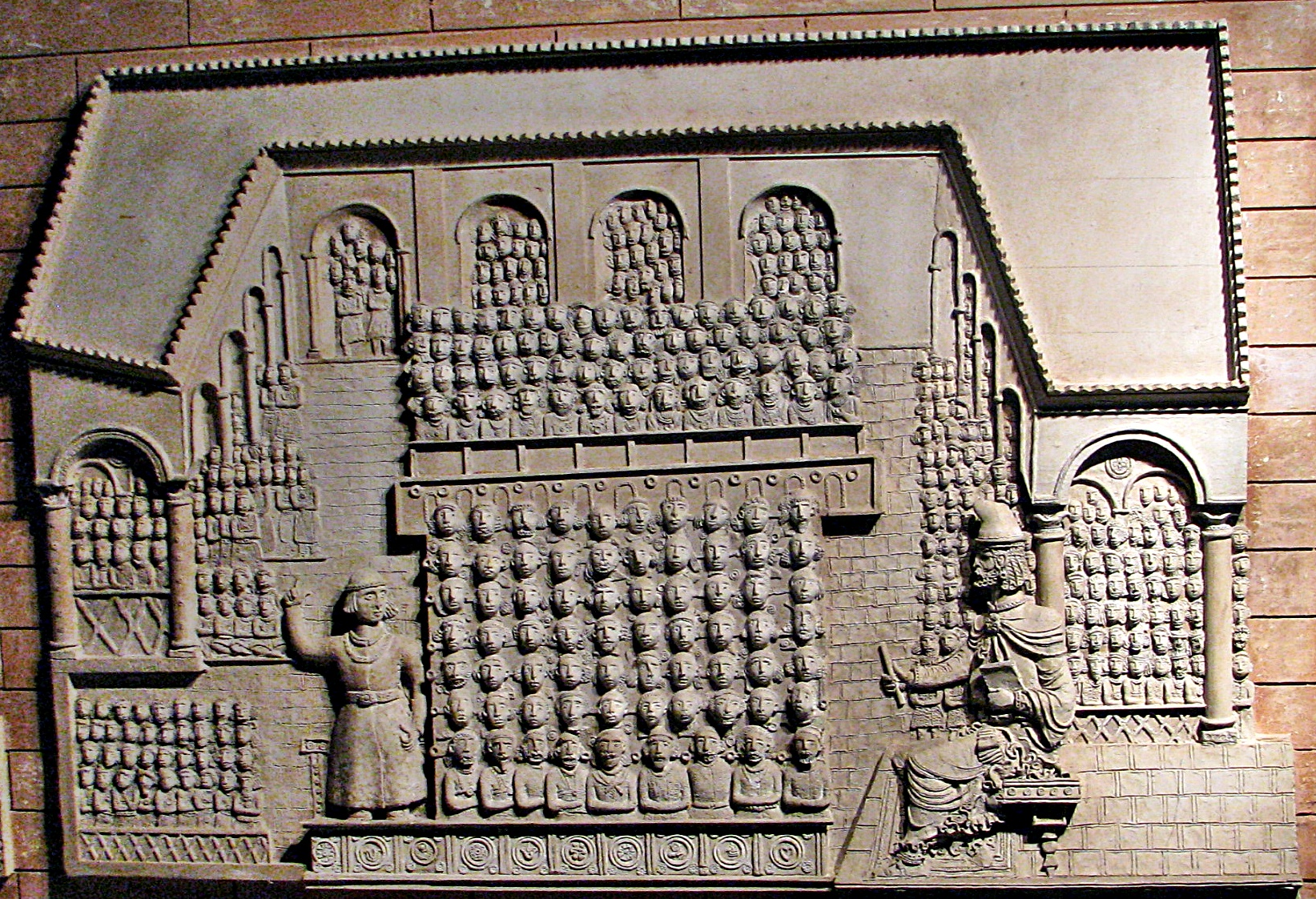
Rabí Ashi enseñando en la Academia Talmúdica de Sura, Babilonia,

### Judea bajo Roma
En el año 63 a. C. Pompeyo conquistó a Judea, convirtiéndola en reino tributario de Roma. Repartió el territorio en cinco distritos, los puso bajo la jurisdicción de un Sanedrín y nombró rey y sumo sacerdote a Juan Hircano II quien pudo permanecer en el trono de Judea. A partir de entonces, el Sumo Sacerdote fue siempre nombrado por los romanos. 
En 40 a. C. el Senado romano nombró rey de Judea a Herodes el Grande, concediendo una cierta independencia, aunque Herodes el Grande tuvo que pelear contra el último rey asmoneo de Judea, Antígono Matatías. Con la ayuda de los romanos, Herodes el Grande logró conquistar Jerusalén en el 37 a. C. y vencer a Antígono Matatías
de esa manera Herodes el Grande logró obtener el trono de Judea, el cual gobernó con cierta Independencia que fue anulada cuando Augusto destituyó a Herodes Arquelao del trono en el año 6 d. C. y unió el territorio de Israel con el de Siria, formando la Provincia de Judea bajo gobierno de un legado, Publio Sulpicio Quirino, La orden de Quirino de censar a la población (los censos estaban prohibidos por las leyes judías), encendió una revuelta duramente reprimida. Las relaciones entre judíos y romanos se deterioraron seriamente durante el reinado de Calígula, que ordenó colocar una estatua suya en el Templo, aunque su muerte calmó la situación.
Tras la muerte de Herodes el Grande el año 39, Claudio designó como rey de Judea a Herodes Antipas (39-41), a Herodes Agripa I y posteriormente a Herodes Agripa II, (48-100), séptimo y último rey de la familia Herodes.
Posteriormente hubo tres rebeliones:
- En el año 66 estalló la primera guerra judeo-romana, cuya causa fue la orden de Nerón de adorar a los dioses romanos. Vespasiano y después su hijo Tito fueron enviados a sofocar la revuelta, destruyendo Jericó en 68, Jerusalén, cuyo Templo fue arrasado en el 70 y Masada en el 73. Se nombró un pretor y la X legión fue encargada de mantener el orden, quedando anulada la monarquía y encargado el Sanedrín, que fue trasladado a la ciudad de Yavne, de los aspectos religioso, político y judicial de la vida judía.[43]
- En 115 estalló una segunda sublevación, esta vez generalizada entre los judíos de todo el oriente del Imperio, comenzando en Cirene. En el 118 el emperador Adriano prometió autorizar la reconstrucción del Templo, lo que calmó la revuelta.[44][45]
- Entre 132 y 135 d. C. estalló una tercera guerra debido a las leyes de Adriano, que prohibió el Brit Milá, la celebración del Shabat y las leyes de pureza en la familia, así como por el rumor de que se iba a construir un templo en honor a Júpiter en el solar del Templo. Después de la derrota de los judíos, Adriano dictó varias normas para humillarlos y evitar nuevas sublevaciones: Jerusalén pasó a llamarse Aelia Capitolina y la provincia Syria Palaestina (Siria Palestina) en lugar de Judea. También se prohibió a los judíos vivir en Aelia Capitolina y la religión judía quedó prohibida.[46] Los judíos permanecieron en Galilea, en los Altos del Golán, en el sur del antiguo reino de Judá y en alguna otra zona.

Diáspora del año 70
La destrucción de Judá y el que gran parte de la población judía fuera asesinada, esclavizada o exiliada en lo que se conoce como Diáspora judía, así como la religión judía que fue prohibida, trajo consigo el que la autoridad religiosa de los sacerdotes del Templo pasase a los rabinos. Estos últimos recogieron sus propias interpretaciones sobre el Tanaj y la naturaleza de lo acontecido en el Talmud. Aquellos que permanecieron en Judea, renombrada por los vencedores como provincia romana de "Palestina" escribieron su exégesis en el Talmud de Jerusalén (Talmud Yerushalmi), mientras que los exiliados dejaron su impronta en el Talmud de Babilonia (Talmud Bavli), oportunamente redactado en la homónima ciudad.
Los judíos fueron aceptados en el Imperio romano e incluso llegaron a adquirir la posición de ciudadanos del Imperio. Solo con la llegada del cristianismo al poder las exigencias y restricciones para con los judíos fueron incrementadas. Las persecuciones y expulsiones forzadas dieron lugar a cambios sustanciales en los centros comunitarios judíos a los que también las pequeñas comunidades judías de lugares alejados seguían. Pero no existió una real unidad debido a la gran dispersión que se extendía por todas las provincias romanas de Oriente Medio, Europa y África.

### Imperio Bizantino
Era política oficial el convertir a los judíos al cristianismo, y se utilizó el poder oficial de Roma en estas tentativas. En el 351 los judíos se rebelaron contra las presiones de su gobernador, Gallus. Gallus aplastó la rebelión y destruyó las principales ciudades de Galilea, donde la rebelión había comenzado. Tzippori y Lydda (sitio de dos de las academias legales principales) nunca fueron reconstruidas.
En este período el Nasí del Sanedrín, Hillel II creó un calendario oficial basado en cálculos matemáticos y astronómicos y que prescindía de las observaciones empíricas de que se valieron hasta entonces. También entonces la academia judía de Tiberius comenzó a redactar la Mishná, bajo la dirección de Yehudah Hanasí, (El Príncipe). El texto está organizado de forma que cada párrafo de la santa Mishná fue seguido por una compilación de todas las interpretaciones, historias y respuestas asociadas a la Mishná.
Los judíos de Judea recibieron un breve respiro en la persecución oficial durante el reinado del emperador Juliano, que animó a los judíos a reconstruir Jerusalén. Su breve reinado impidió la realización de esta promesa antes de que el cristianismo fuese de nuevo impuesto en el imperio. En el 398 fue consagrado Patriarca Juan Crisóstomo, que hizo una serie de sermones contra los cristianos judaizantes que construirían un clima de desconfianza y odio en los grandes centros judíos, tales como los de Antioquía y Constantinopla.

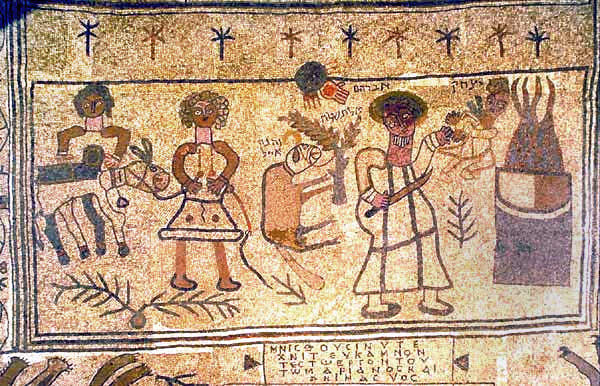
Marianos y Janina, mosaico con Abraham, Isaac y la Mano de Dios. Sinagoga de Beit Alfa,.

En el siglo IV, Teodosio I convirtió el cristianismo en religión oficial del Imperio, prohibiendo a los judíos tener esclavos, construir sinagogas nuevas o acceder a cargos públicos. El matrimonio entre judíos y cristianos se consideraba delito capital, al igual que un cristiano se convirtiese al judaísmo. Teodosio eliminó el Sanedrín y suprimió el puesto de Nasí. Con Justiniano I las autoridades restringieron los derechos civiles de los judíos y amenazaron sus privilegios religiosos. El emperador también interfirió en los asuntos internos de la sinagoga prohibiendo, entre otras cosas, el uso de la lengua hebrea en la adoración divina.
Justiniano y sus sucesores tenían abandonada la provincia de Judea, mas en los siglos V y VI se construyeron allí sinagogas nuevas con suelos cubiertos de hermosos mosaicos. Los judíos asimilaron en sus vidas las formas provenientes de la cultura bizantina: en los mosaicos puede verse gente y animales, símbolos zodiacos, pero también menorot, figuras bíblicas y textos en hebreo. Notables ejemplos de este tipo de mosaicos fueron encontrados en Beit Alfa, Séforis y Hamat Gader.

## Edad Media
Durante el Medioevo y hasta las cruzadas en el siglo XI, la mayoría de la judeidad vivió en relativa prosperidad y buenos términos bajo el dominio musulmán, en tanto que la judeidad de occidente gozó de condiciones favorables para su desarrollo económico y cultural en los territorios cristianos latinos.

### Europa cristiana latina

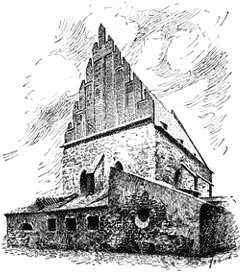
Arte asquenazí. Sinagoga Vieja-Nueva, Praga, 1270.

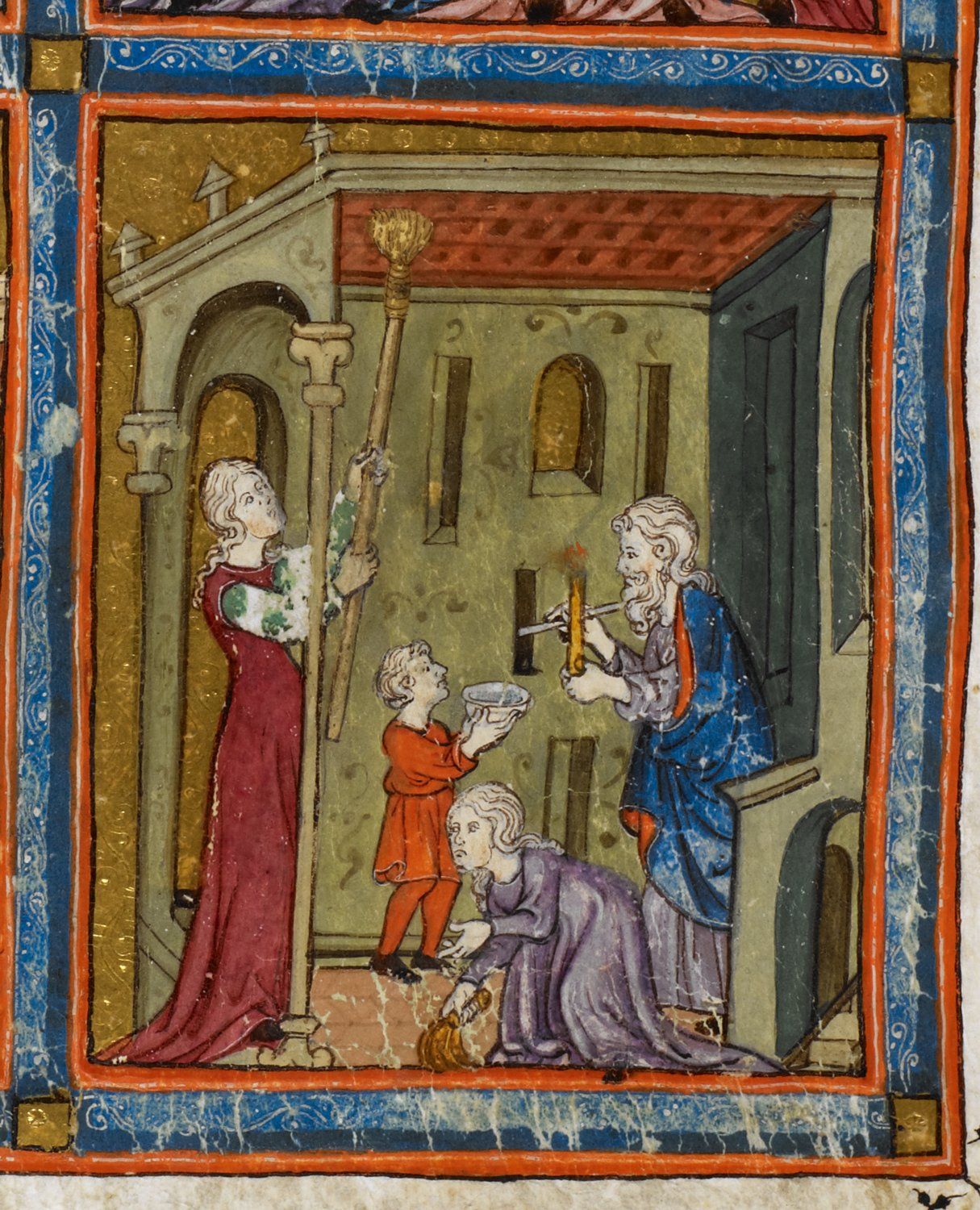
Arte sefardí. Hagadá Dorada, Barcelona, 1320.

A pesar de ocasionales ataques a las juderías europeas y eventuales conversiones forzosas, lo cierto es que en términos demográficos el número de la judeidad europea no solo creció sino que incluso llegó en ciertos casos a superar el crecimiento demográfico de algunos grupos no judíos. Es más, pese a las limitaciones pecuniarias impuestas por la Iglesia a todas las actividades judías, los ingresos judíos solían ser más importantes que el ingreso promedio entre los cristianos. Hasta el mismísimo gueto, establecido en el Medioevo para forjar una clara diferenciación entre judíos y gentiles, garantizó la autonomía de las comunidades judías en sus asuntos internos, permitiendo su desarrollo material e identitario, para incluso llegar finalmente para proteger a los judíos y sus bienes en casos extremos.
La actitud tradicional tanto entre judíos como cristianos en relación con la vida judía medieval insistió en un permanente valle de lágrimas y dolor, hipótesis categóricamente cuestionada a partir de los escritos publicados en 1928 por Salo Baron, quien dejó de lado las imágenes estereotipadas de los judíos europeos hasta entonces prevalecientes. Tal postura que evita el dramatismo en términos monocromáticos es retomada y desarrollada a través de las investigaciones llevadas a cabo por Robert Chazan, quien sin negar las dificultades experimentadas por las juderías europeas medievales, indica a su vez sus aspectos positivos en el Viejo Continente.
En el año 1000, el número de judíos en Europa era minúsculo al ser comparado con las enormes poblaciones judías asentadas en Bizancio y en los dominios musulmanes. Cinco siglos después, la situación se revirtió y la gran mayoría de los judíos optó por establecerse en territorios católicos latinos, que es donde prosperó y se multiplicó.

La visión de la vida judía medieval en Europa como tremenda limitación e incesante violencia física simplemente no cuaja con la realidad de una comunidad [judía medieval] en permanente crecimiento. Los grupos humanos no crecen numéricamente bajo esas circunstancias. De haber sido la perspectiva tradicional correcta, muchísimos judíos habrían sido masacrados y no obstante sus comunidades  habrían simultáneamente crecido también demográficamente; es más, de haber sido tantos judíos europeos masacrados, aquellos que lograron sobrevivir difícilmente habrían elegido permanecer en un entorno particularmente tóxico.

Ante la posible insistencia acerca de que los judíos no gozaban de igualdad de derechos en la Europa medieval, Salo Baron no duda en recordar que en ese período jamás existió tal cosa y que, de ser comparada las condición en que vivían los judíos medievales europeos con aquella propia de la inmensa mayoría de todos los demás grupos, los derechos otorgados a los judíos resultaban ser "bastante generosos".
Con todo, autores tales como Salo Baron y Robert Chazan, no niegan las dificultades experimentadas por las comunidades judías establecidas en territorios europeos católicos.

### Territorios islámicos
Los judíos siguieron controlando parte del comercio en Palestina y prosperaron bajo la institución del dhimmi. A pesar de ser ciudadanos de segunda, no sufrieron ninguna persecución, ya que sus preceptos en materia de dieta e higiene eran similares a los de los musulmanes y, por otra parte, no constituían amenaza política ninguna. De hecho los judíos se adaptaron al mundo árabe, aprendieron su idioma y ocuparon posiciones diversas en todos los sectores de la escala social, incluida la corte. Culturalmente continuaron evolucionando; por ejemplo, el sistema niqud fue desarrollado en Tiberíades durante el califato.
Hacia el año 1000, el 80% de las poblaciones judías del mundo vivía en territorios musulmanes, desde Mesopotamia hasta las costas orientales del Mediterráneo, para continuar por todo el norte de África, e incluso buena parte de Iberia y Sicilia. Otras poblaciones judías consideradas también venerables residían en Bizancio, mas en términos demográficos su número era palpablemente menor.

### España
Como en el resto de los países musulmanes, los judíos fueron bien tratados en Al-Ándalus, experimentando una Edad de Oro entre los años 900 y 1100, en el Califato de Córdoba. También eran aceptados en la corte de algunos reyes cristianos, como en la de Alfonso X.
A partir del siglo XI hubo alborotos que obligaron a los judíos a refugiarse en guetos, sobre todo en Marruecos, Libia y Argelia. Asimismo hubo varias persecuciones por parte de los musulmanes, como en Córdoba en 1011 y en Granada en 1066. Se dictaron decretos que pedían la destrucción de sinagogas en Egipto, Siria, Irak y Yemen, y en algunos casos forzaron a los judíos a convertirse al Islam. Los almohades, que conquistaron la península ibérica en 1172, fueron fundamentalistas que trataron mal a los dhimmis. Expulsaron a judíos y cristianos de Marruecos y de Al-Ándalus, con lo que muchos huyeron al este a tierras más tolerantes, como Maimónides.
En los reinos cristianos de la península la situación se fue deteriorando con el tiempo, hasta llegar a la expulsión de 1492. Estos expulsados son los sefarditas, y mantienen vivo el ladino, una lengua emparentada con el antiguo castellano. Los judíos que se quedaron fueron obligados a convertirse al catolicismo, siendo víctimas frecuentes de la Inquisición.

### Europa

Expulsiones de comunidades judías europeas entre 1100 y 1600. Entre los territorios refugio, en este mapa falta América, continente que también acogió a no pocos judíos.

Ha habido poblaciones judías en Europa desde épocas muy tempranas, especialmente en la zona que formó parte del Imperio romano, constituidas por conversos al judaísmo, comerciantes y, más adelante, por los judíos expulsados por Adriano. Según James Carroll, "los judíos constituían el 10% de la población total del Imperio romano".
Hay registros de comunidades judías en Francia y Alemania a partir del siglo IV, y comunidades judías en España desde épocas anteriores. Generalmente, fueron perseguidos. Puesto que eran los únicos a quien les estaba permitido prestar dinero con interés, (algo prohibido a los católicos por la Iglesia), algunos judíos se convirtieron en importantes y conocidos prestamistas. Los reyes cristianos comprobaron la ventaja de tener unos súbditos que pudieran proveerles de capital para su uso sin ser excomulgados, así que el comercio de dinero en la Europa occidental recayó en manos de los judíos. 
Las persecuciones fueron más intensas a partir de la Primera Cruzada y fueron seguidas por expulsiones. En 1269, los judíos fueron obligados a utilizar en su ropa,tanto delante como en la parte trasera, un paño amarillo llamado rouelle, rota o rotella, como marca de infamia. Durante el reinado de Juan, la rouelle era mitad roja y mitad blanca del tamaño de un sello real. Los judíos expulsados de Francia (1396) y Austria (1421) huyeron a Polonia; son los askenazíes, que hablan yidis, lenguaje derivado del alemán. La mayoría de los cerca de 200.000 sefarditas se refugiaron en el Imperio otomano, Holanda y África del norte.

### Imperio otomano
Los judíos viven en Asia Menor desde hace más de 2400 años. La prosperidad inicial en épocas helenísticas se deterioró bajo los bizantinos, pero se recuperó bajo los varios gobiernos musulmanes. Durante el período otomano, Turquía era un asilo seguro para los judíos y continúa teniendo una pequeña población judía hoy en día.
Cuando se libró la batalla de Yarmuk y el Levante pasó a poder otomano, había comunidades judías en muchas poblaciones. Entre ellas Safed, que se convirtió en un centro espiritual para los judíos y en donde fue compilado el Shulján Aruj y otros textos cabalísticos. El primer periódico hebreo comenzó a editarse en el Imperio en 1577.

## La era del gueto y los tiempos modernos
Hacia 1500 la situación de la Europa católica se transformó en relación con aquella prevaliente en el año 1000: la distribución de la población, las riquezas y el poder cambió sensiblemente. Las fuerzas cristianas repelieron a los musulmanes de prácticamente todo el continente europeo. La población creció, la economía se desarrolló, se logró considerable estabilidad política y fuerza militar, acompañado todo ello de un florecimiento cultural. A ello se le sumaron numerosas exploraciones y conquistas. En el año 1500, el área territorial bajo control cristiano ya no abarcaba una población judía minúscula. Al contrario, las comunidades judías europeas constituían un número tan importante como el de aquellas en tierras musulmanas y tendían incluso a superarlo. Tal es así que a partir del año 1500, en lo que concierne a demografía, poderío económico, autoridad religiosa y logros culturales, el centro de gravedad de la vida judía se encontraba indudablemente en Europa, tanto mediterránea como norteña. El dinamismo de la sociedad cristiana en pleno desarrollo y la amplia gama de oportunidades que la misma ofrecía convencieron a muchos judíos a desplazarse hacia el Occidente cristiano. Luego de las conquistas militares cristianas, diversas comunidades judías decidieron permanecer bajo la protección de autoridades cristianas, quienes inicialmente les ofrecieron estabilidad y considerable autonomía en sus asuntos internos. En otros casos, las autoridades cristianas, tanto políticas como religiosas, invitaron a comunidades hebreas enteras a residir en sus tierras, especialmente con el propósito de desarrollar las economías regionales.

### Renacimiento judío en Europa y América

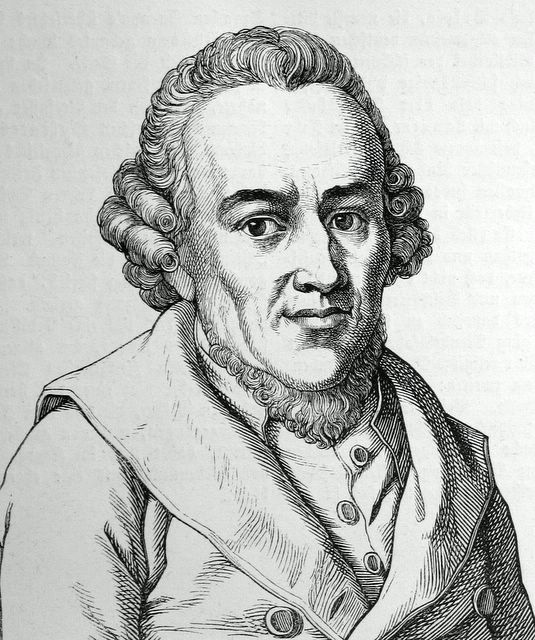
Moisés Mendelssohn: Haskalá.

Como consecuencia de las sucesivas expulsiones, en el siglo XVII vivían pocos judíos en Europa occidental. La tolerante Polonia poseía la mayor población judía de Europa.
A partir de 1791, por iniciativa de Catalina la Grande, los judíos del imperio ruso fueron obligados a residir en las provincias de la así llamada Zona de Asentamiento, donde formaron una novena parte de la población. Allí, su número se incrementó dramáticamente debido a las expulsiones de otras tantas aldeas y poblados. Por lo general vivieron en la precariedad, el hacinamiento y su quehacer se limitaba al artesanado, ya que las demás profesiones les estaban vedadas e incluso en el comercio sufrían importantes restricciones.
Durante la Ilustración hubo cambios en la comunidad judía. La Haskalá fue paralela a la Ilustración, pues algunos judíos comenzaron a partir de 1700 a integrarse en la sociedad europea. La educación secular y científica se agregó a la instrucción religiosa tradicional y el interés por una identidad judía nacional, y comenzó un interés por el estudio de la historia judía y del hebreo. La Haskalá dio a luz tanto a movimientos reformistas como conservadores y plantó las semillas del sionismo al mismo tiempo que animaba a la asimilación cultural dentro de los países en los cuales residían los judíos.
Al mismo tiempo surgía el Judaísmo jasídico, predicado por el rabino Israel ben Eliezer, que reclamaba el seguimiento estricto de los preceptos de la Toráh. Estos dos movimientos, haskalá y jasidismo, formaron la base de las divisiones modernas dentro de la sociedad judía.
Mientras cambiaba el mundo interior en las comunidades judías, comenzaron las discusiones para otorgarles la igualdad de derechos de ciudadanía. El primer país en hacerlo fue Francia, luego de la Revolución de 1789. Hubo quienes esperaban que los judíos se integrasen, abandonando su religión. Esta actitud emerge, por ejemplo, de los discursos pronunciados ante la Asamblea Constituyente en noviembre de 1791: Rabaud de Saint-Pierre solicitaba la libertad para los judíos; Clermont-Tonnerre por su parte proponía aceptarlos como individuos, mas no como una nación dentro de otra.

### SigloXIX. Emancipación y antisemitismo
En Rusia, con Alejandro I como zar, la situación de los judíos se deterioró aún más. A partir de 1827, con el propósito de que se alienaran de su religión, los judíos que poseían entre 12 y 25 años debían servir en el ejército ruso durante 25 años, como mínimo. Las comunidades judías debían proveer los reclutas y, cuando ello no tenía lugar, los mismos eran secuestrados. Luego eran obligatoriamente «reinstruidos», esperándose que ellos se convirtiesen al cristianismo. En 1843, los judíos son expulsados de Kiev, donde habían vivido durante siglos. El hacinamiento y la precariedad, prevalecieron por toda la Zona de Asentamiento. La típica comunidad judía de la Zona de Asentamiento presentaba la forma del shtetl, aldea de algunos miles de judíos cuyo foco es la sinagoga generalmente construida junto a la plaza del mercado. Los judíos se ganaban allí la vida llevando a cabo tareas rurales y el comercio en pequeña escala; solo algunos pocos poseían una tienda, la gran mayoría se ocupaba de oficios artesanales y abundantes eran los buhoneros. En casi todos los casos, mujeres y niños trabajaban también. Pero aproximadamente un tercio de la población no conseguía hallar una ocupación y solo llegó a sobrevivir con la ayuda proveniente de la organización de beneficencia de la colectividad judía.
Aunque en el siglo XIX también hubo persecuciones esporádicas, la emancipación de los judíos se extendió a través de Europa, como resultado de las políticas de Napoleón, quien instó a los judíos a abandonar los guetos y encontrar amparo en el Código Napoleónico. En 1871 cada país europeo, excepto Rusia, había ya emancipado a sus judíos, concediéndole la ciudadanía e igualdad de derechos civiles.
Pero a pesar de la exitosa integración de los judíos surgió no obstante una nueva forma de antisemitismo basado en las ideas tales como raza y nacionalismo (a diferencia de las que aún prevalecían en el este europeo y que tenían su raíz en el odio religioso propio del antijudaísmo medieval). Teorías pseudocientíficas sostuvieron que los judíos eran una raza separada e inferior respecto a los demás europeos. Ello también dio lugar a la aparición de partidos políticos en Francia, Alemania, y Austria-Hungría que hicieron campañas para desacreditar e incluso anular la libertad e igualdad de derechos que, en la mayoría de los casos, les habían sido otorgadas a los judíos recientemente. El episodio antisemita más conocido fue el caso Dreyfus en Francia. La xenobia occidental junto con los pogromos fomentados en Rusia oficialmente (ante todo por el zar y más tarde por los comunistas), llevaron a muchos judíos a abrazar las ideas de Theodor Herzl, quien tenía la convicción de que el pueblo judío solo estaría seguro y lograría desarrollar plenamente su potencial en su propia nación. Numerosos judíos apoyaron lo propuesto por Herzl.
Desde el siglo XVIII en adelante, la mayoría de la población judía del mundo se concentraba en el este europeo, precisamente en la Zona de Asentamiento. Pero tal situación cambió bastante entre 1870 y 1925, cuando, debido al antijudaísmo reinante en el imperio ruso y zonas aledañas, unos 3,5 millones de judíos dejaron sus hogares en Europa y emigraron desde Rusia y Galitzia hacia el Nuevo Continente. Tal emigración fue el punto de partida de la creación de nuevas comunidades judías, principalmente en Estados Unidos, Canadá y Argentina, todas ellas libres de las ya mencionadas restricciones existentes en el Viejo Continente; algo similar sucedió en Sudáfrica y Tierra Santa.
A partir de 1881 y hasta el inicio de la Segunda Guerra Mundial, algo similar aunque en menor escala se dio en América Latina, que acogió parte de los emigrantes judíos europeos tanto en la Argentina (500.000), como en el Brasil (150.000) y el Uruguay (50.000). Otras naciones que recibieron grupos de los mencionados emigrantes fueron Chile y México (35.000 respectivamente), Venezuela (20.000), Colombia (17.000) y Perú (6.000). En 1889 se creó Moisés Ville, el primer establecimiento agrícola judío de la Argentina. Desde 1892 en adelante, a través de la acción filantrópica del barón Mauricio de Hirsch, otras tantas colonias agrícolas judías fueron establecidas en Argentina.

### SigloXX

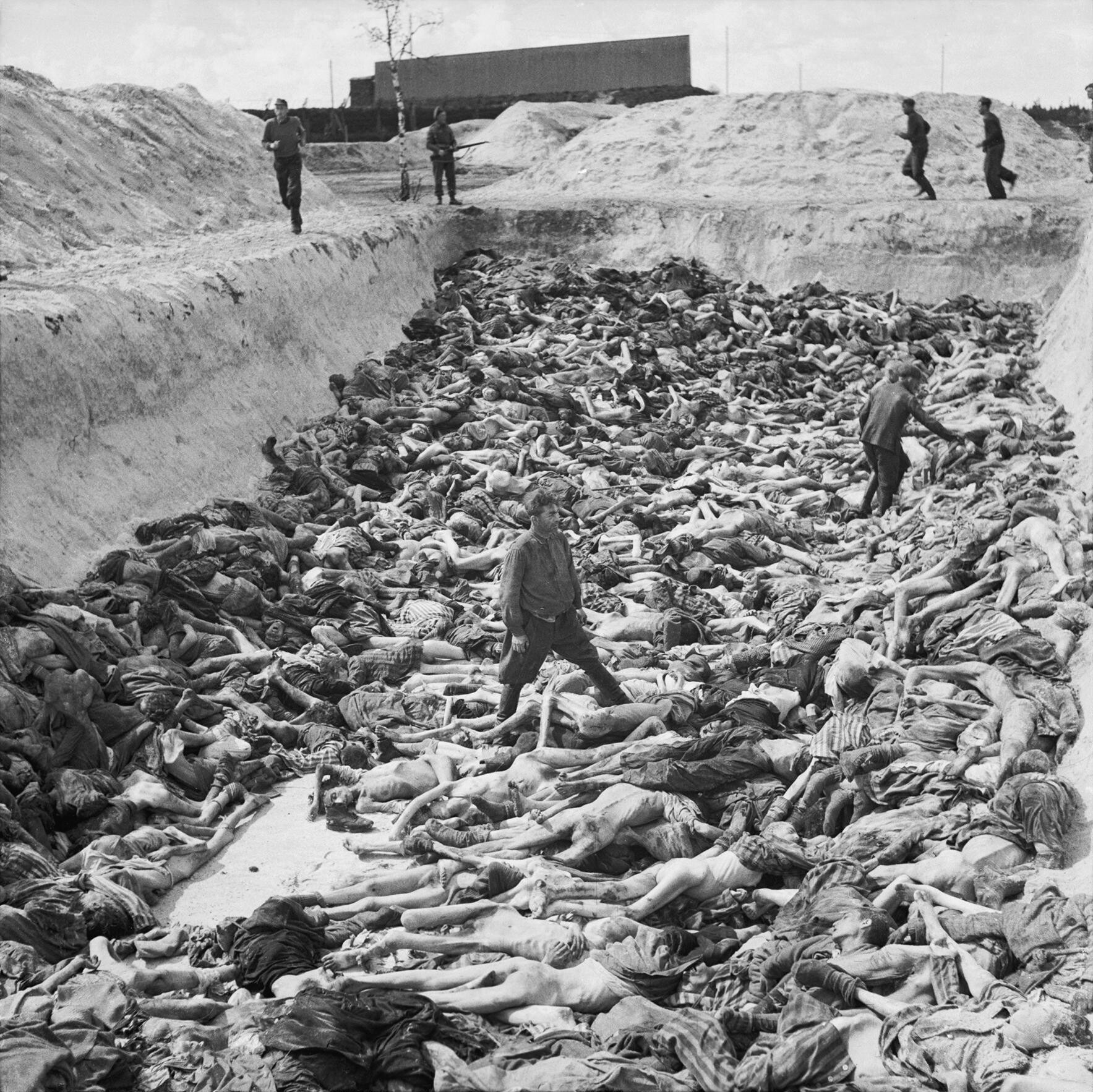
Cadáveres de víctimas asesinadas. Bergen-Belsen, Fosa Común 3, 1945.

Shoá. Aunque los judíos gradualmente consiguieron integrarse en Europa, luchando por sus países de origen en la Primera Guerra Mundial, trabajando en las profesiones libres y formando incluso parte de movimientos científicos y artísticos de vanguardia, el antisemitismo xenófobo no solo permanecía sino que incluso se incrementó. Su forma más virulenta involucró destrucción de numerosas comunidades judías europeas y el asesinato de alrededor de seis millones de judíos durante la Shoá, suprimiendo parte considerable de una historia de más de 2000 años.
A raíz de las matanzas perpetradas entre 1939 y 1945, Gabriela Mistral escribió un poema titulado "Al pueblo hebreo", evocando así su terrible condición, particularmente en el tercer verso:

Con tus gemidos se loa arrullado el mundo,
 y juega con las hebras de tu llanto.
 Los surcos de tu rostro, que amo tanto,
 son cual llagas de sierra de profundos.

Estado de Israel. El 29 de noviembre de 1947 las Naciones Unidas aprobó la creación de un Estado judío y otro árabe en el Mandato Británico de Palestina, y el 14 de mayo de 1948 el Estado de Israel se declara independiente, representando la primera nación judía desde la destrucción de Jerusalén. Andréi Gromyko, embajador de la URSS en la ONU, propone que Israel sea aceptado como miembro de pleno derecho, cosa que el pleno de la ONU subsecuentemente aprobó.
Al día siguiente, 15 de mayo de 1948, comenzó la guerra árabe-israelí, dado que los países árabes no aceptaron la declaración del Estado de Israel. Fue la primera de las subsecuentes guerras entre Israel y sus vecinos árabes, que han traído el éxodo de los palestinos y la persecución de casi 900.000 judíos que vivían en países árabes.

### SigloXXI
Sobre las ruinas de un antiguo templo judío dinamitado en 1948, Israel reconstruye y restaura por completo la Sinagoga Hurva en Jerusalén, entre 2006 y 2010.